# إنعام كجه جي
إنعام كجه جى (1952)، صحفية وروائية عراقية.
ولدت في بغداد عام 1952 وفي جامعتها درست الصحافة. عملت في الصحافة والراديو العراقية قبل انتقالها إلى باريس لتكمل أطروحة الدكتوراة في جامعة السوربون. تشتغل حاليا مراسلة في باريس لجريدة الشرق الأوسط في لندن ومجلة «كل الأسرة» في الشارقة٬ الإمارات العربية المتحدة. نشرت إنعام كجه جي كتابا في السيرة بعنوان «لورنا» عن المراسلة البريطانية لورنا هيلز التي كانت متزوجة من النحات والرسام العراقي الرائد جواد سليم. كما نشرت كتابا بالفرنسية عن الأدب الذي كتبته العراقيات في سنوات المحنة والحروب.
في عام 2004 أعدت وأخرجت فيلمًا وثائقيًا عن الدكتورة نزيهة الدليمي، أول امراة أصبحت وزيرة في بلد عربي، عام 1959. لها من الروايات «سواقي القلوب» (2005) و«الحفيدة الأميركية» (2008) التي وصلت إلى القائمة القصيرة للجائزة العالمية للرواية العربية عام 2009 وصدرت بالإنجليزية والفرنسية والصينية.

## الحياة المُبكّرة والتعليم
وُلدت إنعام كجه جي في العاصمة العراقيّة بغداد ودرست الصحافة في جامعة المدينة. عملت كصحفية في كل من وسائل الإعلام المطبوعة والإذاعية قبل أن تنتقل إلى فرنسا عام 1979 وفيها حصلت على الدكتوراه من جامعة باريس. لا تزال تعيشُ إنعام وتعمل في باريس، وهي مراسلة محلية لصحيفتين باللغة العربية.

## المسيرة المهنيّة

### البداية
إنعام هي كاتبة عراقية من مواليد بغداد عام 1952. درست الصحافة في جامعة بغداد، وعملت في الصحافة والإذاعة العراقية قبل أن تنتقل إلى باريس لإكمال الدكتوراه في جامعة السوربون. تعملُ حاليًا مراسلة لصحيفة الشرق الأوسط في باريس ومجلة كل الأسرة في الشارقة بالإمارات العربية المتحدة. نشرت كجه جي سيرة ذاتية بعنوان لورنا عن الصحفية البريطانية لورنا هالس التي تزوجت من النحات العراقي الرائد الشهير جواد سليم، وكتاب بالفرنسية عن أدب المرأة العراقية أنتج في زمن الحرب. أنتجت وأخرجت فيلمًا وثائقيًا عن نزيهة الدليمي، أول امرأة تصبح وزيرة لدولة عربية، عام 1959. ظهرت روايتها الأولى Heart Springs في عام 2005، وأدرجت روايتها الثانية الحفيدة الأمريكية في القائمة المختصرة لـ IPAF في عام 2009. صدرت الترجمة الإنجليزية للرواية من قبل دار بلومزبري - مؤسسة قطر للنشر عام 2010.

### النتاج الأدبي والفني
في عام 2004، أنتجت كجه جي فيلمًا وثائقيًا عن نزيهة الدليمي، أول وزيرة في العالم العربي. كما نشرت العديد من الأعمال والكُتب الخيالية والواقعية هذه أبرزها:
الروايات
- لورنا: سنواتها مع جواد سليم (بيروت، 1998) (غير روائي)[29]
- Paroles dIrakiennes (باريس، 2003) (غير خيالي)[30]
- تيارات القلوب[31]
- الحفيدة الأمريكية (رواية ترجمها إلى الإنجليزية ناريمان يوسف)[32]
- تشاري (2013)[33]
- تم ترشيح (المنبوذة) 2017 للجائزة العالمية للرواية العربية 2018.[34]

تم ترشيح الرواية الثانية لكجه جي «الحفيدة الأمريكية» لجائزة البوكر العربية. تم ترشيح تشاري ضمن القائمة المختصرة للجائزة العالمية للرواية العربية (2014).
الأفلام
- نُشر علانية (بغداد عام 1975)[36]
- لينا، عراقية في لوس أنجلوس (فيلم وثائقي مدته 10 دقائق، صدر عام 2004 حول مشاركة المرأة في الانتخابات الأولى بعد الغزو الأمريكي)[37]
- نزيهة الدليمي (فيلم وثائقي مدته 30 دقيقة صدر عام 2004 عن الطبيبة العراقية التي كانت في عام 1959 أول امرأة تتولى منصب وزيرة في بلد عربي. ثم تم نفيها في ألمانيا.)[38]
- محجوب، القاهرة وبيروت (فيلم وثائقي مدته 60 دقيقة صدر عام 2016 عن الطبيب القبطي المناضل من أجل السلام، والذي كان أيضًا شاعرًا وكاتبًا.)[39]

## مؤلفاتها
- لورنا سنواتها مع جواد سليم، دار الجديد (1998)
- سواقي القلوب، المؤسسة العربية للدراسات والنشر (2005)
- الحفيدة الأميركية، دار الجديد (2008)
- طشاري، دار الجديد (2013)
- سارق الاّفندر، دار الجديد (2016)
- النبيذة، دار الجديد (2017)
- صيف سويسري، منشورات تكوين/ الرافدين (2024).[40]

## الجوائز
- جائزة سلطان بن علي العويس الثقافية حقل القصة والرواية والمسرحية لعام 2025.[41]

## وصلات خارجية
- صفحة إنعام كجه جي على موقع أبجد
- [http://www.abjjad.com/author/quotes/2194014208%5Bوصلة+مكسورة%5D صفحة اقتباسات إنعام كجه جي على موقع أبجد